# (34518) 2000 SD185
2000 SD185 (asteroide 34518) é um asteroide da cintura principal. Possui uma excentricidade de 0.07496630 e uma inclinação de 12.43682º.
Este asteroide foi descoberto no dia 20 de setembro de 2000 por NEAT em Haleakala.